# Linhof Präzisions-Systemtechnik

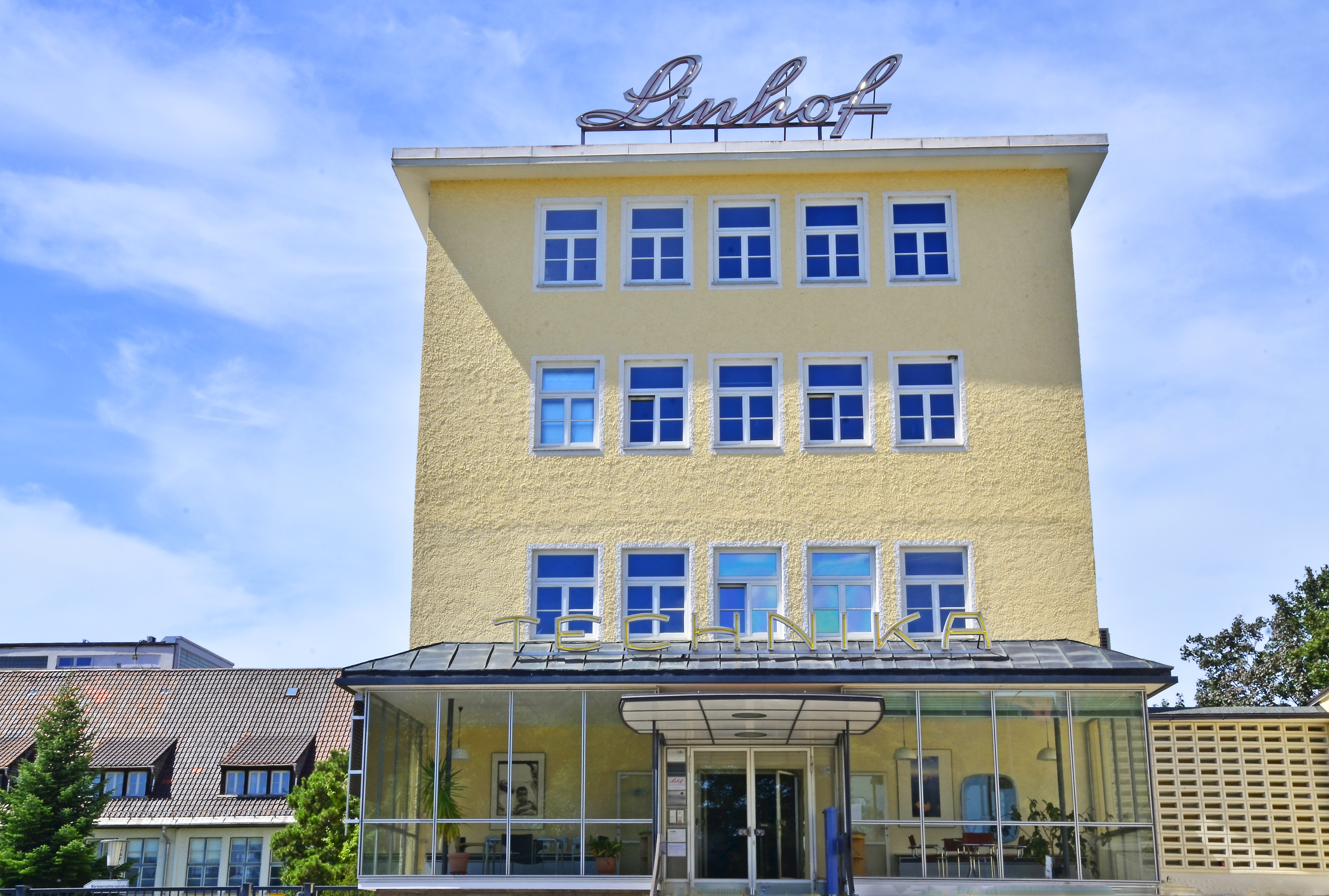
Unternehmenssitz in München

Linhof ist der älteste noch bestehende und produzierende Kamerahersteller der Welt und Deutschlands ältester Hersteller von Großformatkameras. Der Firmensitz ist in München in der Rupert-Mayer-Straße 45 im Stadtbezirk Thalkirchen-Obersendling-Forstenried-Fürstenried-Solln.

## Geschichte

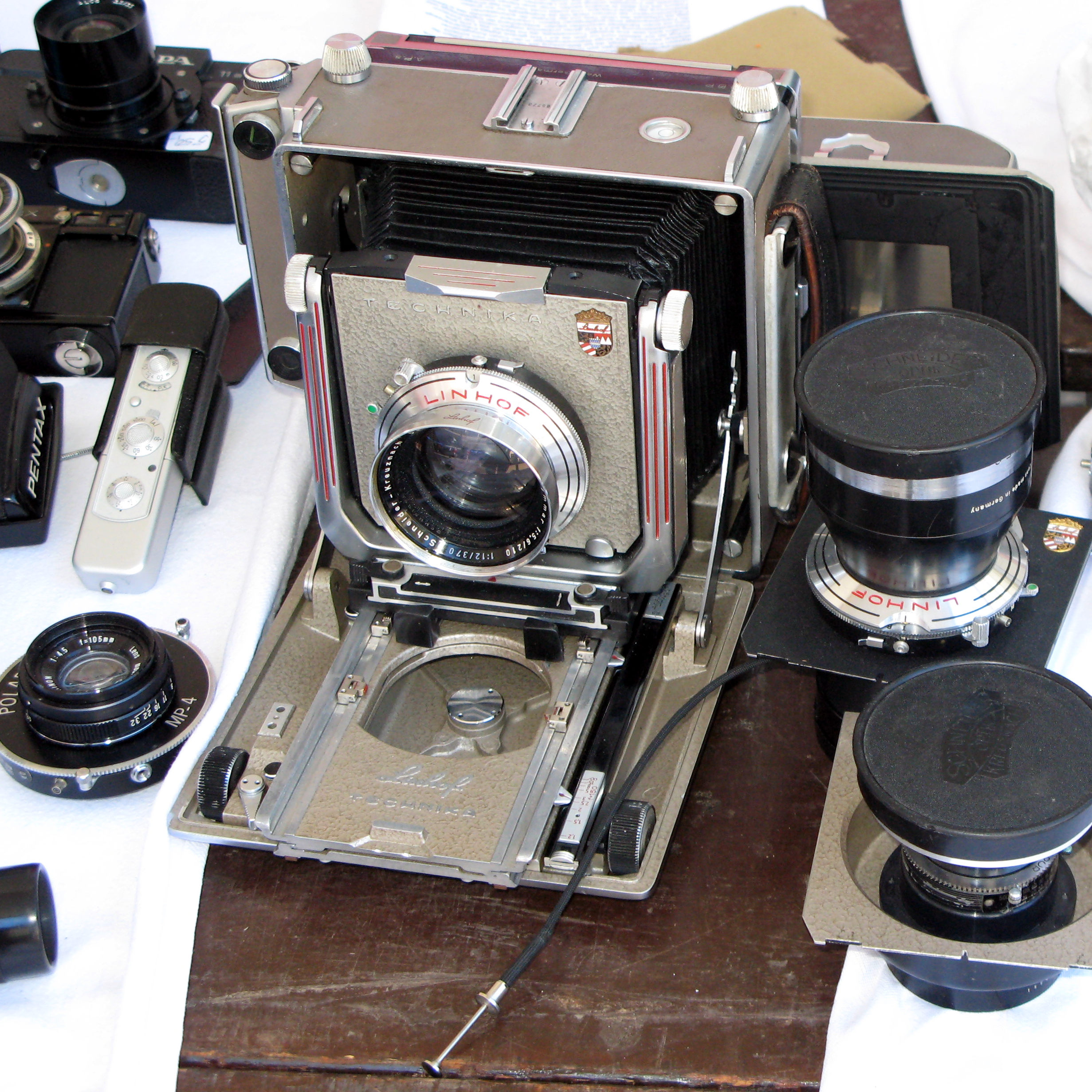
Linhof Technika IV

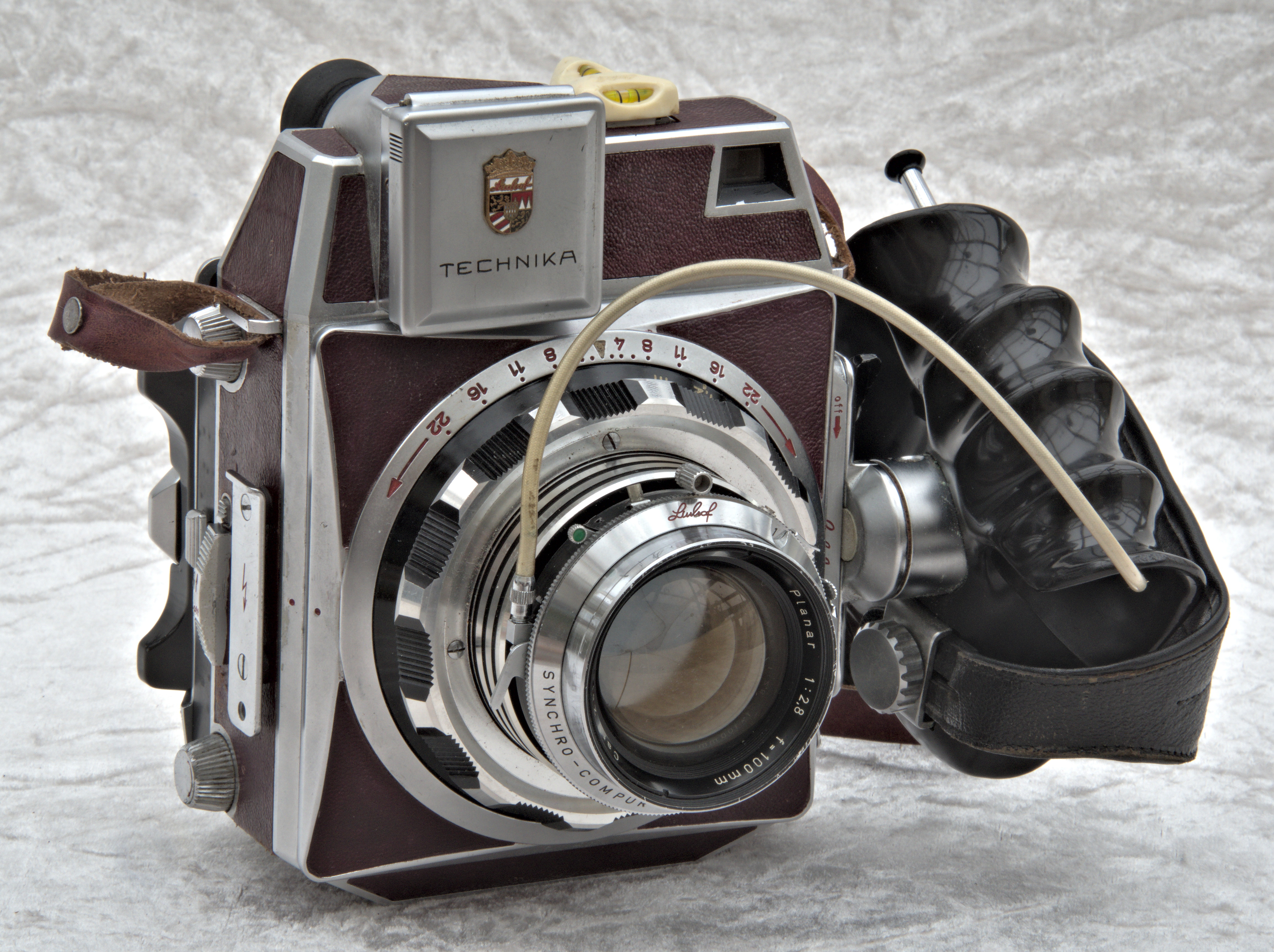
Presse-Kamera Technika Press, Format 6x9 cm, mit Zeiss-Planar-Objektiv

1887 gründete Valentin Linhof das Unternehmen und produzierte zunächst Präzisions-Verschlüsse. Die erste Kamera wurde 1889 im Format 9 × 12 cm vorgestellt. Diese von Joseph Bart konstruierte Ganzmetallkamera war anstatt des bisher gebräuchlichen Messings aus Aluminium gefertigt. Linhof starb 1929. Nach seinem Tod wurden in der Firma „Perka“-Kameras (Präzisions-Camerawerk GmbH München) und „Silar“-Kameras (Eigenmarke Porst) gefertigt. 1933 übernahm Nikolaus Karpf (1912–1980), von 1935 an mit Valentin Linhofs Tochter verheiratet, die Linhof Präzisions-Kamerawerke GmbH. Ab diesem Zeitpunkt wurden wieder Linhof- sowie weiterhin Silar-Kameras hergestellt.
Die Geschäftstätigkeit war nach Valentin Linhofs Tod zurückgegangen, erlebte unter Karpf aber einen Aufschwung. 1942 wurde ein neues Fabrikgebäude fertiggestellt. Ein Prototyp der Technika wurde 1934 fertiggestellt. Ihr Name entstand durch Verschmelzen des Begriffs „Technische Kamera“. Ab 1936 wurde die Technika-Kameraserie in den Versionen 6 × 9 cm und 9 × 12 cm gebaut. Die Technika III wurde ab 1946 gefertigt. Sie erschien als 9 × 12 cm (4 × 5 Inch), später auch als 13 × 18 cm (5 × 7 Inch) Laufbodenkamera mit dreh- und schwenkbaren Rahmen. Es wurden Versionen mit und ohne gekuppeltem Entfernungsmesser hergestellt.
Der Linhof-Werk wurde gegen Ende des Zweiten Weltkriegs durch Bombenangriffe teilweise zerstört. Allerdings wurde die Geschäftstätigkeit unmittelbar nach Kriegsende fortgesetzt, teils in Treuhänderschaft, weil sich Karpf wegen angeblicher Wirtschaftsvergehen und im Rahmen eines Spruchkammerverfahrens zeitweise in Haft befand. Im Herbst 1949 übernahm Karpf wieder im vollen Umfang die Führung des Unternehmens. 1953 umfasste die Belegschaft rund 600 Mitglieder.
In den 1950er Jahren entstand die Kardan-Linie, deren Kameras auf dem Prinzip der optischen Bank basieren. 1972/73 entwickelte Linhof die Aero Technika, eine Großformatkamera speziell für die Luftbildfotografie.
Die Linhof Präzisions-Systemtechnik GmbH München wurde 1998 gegründet.
2006 wurde die neueste Variante der Technika-Serie als Technika 3000 vorgestellt. Die 2008 neu entwickelte Techno ist eine Fachkamera, die vielfältige Verstellmöglichkeiten, einfachen Transport und moderne digitale Aufnahmesysteme verbinden soll.

## Produkte
- Fachkameras: M 679cs, Master Technika (zusammenklappbare Laufbodenkamera), Technikardan, Kardan (optische Bank), Techno
- Panoramakameras: Technorama 612 und 617
- Luftbildkameras
- Stative, Stativköpfe und Schnellverbindungen
- Vergrößerungsgeräte
- Reproduktionszubehör

## Digitalisierung
Moderne Versionen arbeiten mit Digitalrückteilen in der Filmstandarte, die über Kabel direkt mit einem Computer verbunden werden können.

## Preis für junge Fotografie
Im Jahr 2009 schrieb das Unternehmen zum ersten Mal einen Preis für junge Fotografie aus. Dieser soll nun im Abstand von zwei Jahren vergeben werden und zielt auf die Ästhetik der Großformat-Fotografie. Das Thema der Ausschreibung 2009 war Human Cityscapes. Teilnehmen konnten alle professionellen Fotografen und Fotografiestudenten. Unter den 468 Teilnehmern aus 39 Ländern ging der erste Preis an Alexander Gronsky aus Estland.